# San Vicente de la Sonsierra
San Vicente de la Sonsierra – gmina w Hiszpanii, w prowincji La Rioja, w La Rioja, o powierzchni 48,56 km². W 2011 roku gmina liczyła 1127 mieszkańców.